# الاقتصاد الطبيعي
الاقتصاد الفيزيولوجي (بالإنجليزية: Physioeconomics) هو امتداد لبحوث الاقتصاد التجريبي، حيث يُدمج بين تسجيل السلوك الاقتصادي وقياس المؤشرات الفسيولوجية. تشمل هذه المؤشرات عادةً توصيل الجلد الكهربائي، وضغط الدم، ومعدل نبض القلب. تُجرى التجارب غالبًا من خلال تقديم مواقف شبيهة بالألعاب للمشاركين، بهدف دراسة كيفية اتخاذهم للقرارات الاقتصادية في ظل ظروف معينة.
استخدم فيليب إم. باركر أيضًا مصطلح "الاقتصاد الطبيعي" في كتابه الذي يحمل نفس الاسم، حيث قدم نظرية تفسر الأساس الفسيولوجي للاقتصاد. تنص هذه النظرية على أن المفارقة الاستوائية — وهي ملاحظة مفادها أن البلدان الأبعد عن خط الاستواء تتمتع بنصيب أعلى من الناتج المحلي الإجمالي للفرد — يمكن تفسيرها عبر الضغط الفسيولوجي الذي يتعرض له البشر في المناخات الباردة لاستعادة توازنهم الجسدي، مما يدفعهم، على سبيل المثال، إلى الزراعة وخلق الثروة.
يُعتبر الاقتصاد الفيزيولوجي مجالًا متعدد التخصصات، يعتمد على مفاهيم وأساليب من الاقتصاد، وعلم وظائف الأعضاء، وعلم النفس، وغيرها من التخصصات ذات الصلة. يهدف هذا المجال إلى فهم كيفية استجابة الجسم والعقل البشري للمحفزات الاقتصادية، وتأثير هذه الاستجابات على السلوك الاقتصادي.
يُستخدم الاقتصاد الفيزيولوجي لدراسة مجموعة واسعة من المواضيع، مثل سلوك المستهلك، واتخاذ القرارات المالية، وإنتاجية العمل، والتوتر. كما يُطبق هذا المجال على قضايا سياسية واجتماعية، مثل تصميم بيئات العمل وتحسين أنظمة الرعاية الصحية.
تعتمد أساليب البحث في الاقتصاد الفيزيولوجي على التجارب المعملية، والدراسات الميدانية، والمسوح، بهدف جمع بيانات دقيقة حول العلاقة بين العوامل الفسيولوجية والسلوك الاقتصادي. يمكن استخدام الرؤى المكتسبة من هذه الأبحاث لتحسين رفاهية الأفراد والمجتمعات على حد سواء.

## خلفية
يركز الاقتصاد التجريبي التقليدي على وضع الأفراد في مواقف تتطلب اتخاذ قرارات تؤثر على مكاسبهم أو خسائرهم، سواء بشكل فعلي أو نظري، ضمن بيئة معملية خاضعة للرقابة. يقتصر تحليل هذه التجارب عادةً على نتائج السوق واستطلاعات الرأي، والتي تقدم في الغالب انطباعات ذاتية.
إحدى المشكلات الشائعة في الاستبيانات هي ميل المشاركين إلى تقديم إجابات تتماشى مع المعايير الاجتماعية، بدلاً من التعبير الصريح عن آرائهم أو مشاعرهم الحقيقية. في المقابل، تتيح المؤشرات الفسيولوجية مثل التوصيل الكهربائي للجلد قياسات موضوعية إضافية، ما يوفّر رؤى أعمق حول العمليات الذهنية المصاحبة لاتخاذ القرار.
في سياقات مثل الأسواق والمفاوضات، يُعد فهم سلوك ودوافع المشاركين أمرًا بالغ الأهمية. وتُعتبر العواطف عاملًا مؤثرًا في اتخاذ القرارات والسلوك الاقتصادي، مما يمنحها أهمية خاصة في هذا النوع من الدراسات.
تساهم القياسات الفسيولوجية في تفسير هذه الجوانب العاطفية من خلال رصد الاستجابات الجسدية المرتبطة بالمشاعر. وتُعد منهجية قياس المشاعر على المستوى الجسدي أداة بحثية فعالة، حيث توفر مؤشرات موضوعية وثابتة يمكن الاعتماد عليها في تحليل السلوك الاقتصادي.

## التمايزعن المجالات ذات الصلة
يدرس مجال الاقتصاد العصبي (Neuroeconomics) نشاط الدماغ أثناء اتخاذ القرارات الاقتصادية، باستخدام تقنيات مثل التصوير بالرنين المغناطيسي الوظيفي (fMRI) وتخطيط كهربية الدماغ (EEG). ويُعتبر هذا المجال فرعًا من الاقتصاد الفيزيولوجي، نظراً لاعتماده على مؤشرات بيولوجية لفهم السلوك الاقتصادي.
واعتبارًا من عام 2011، كانت تقنيات تصوير الدماغ المستخدمة في الاقتصاد العصبي أكثر تكلفة بكثير مقارنة بالأدوات المستخدمة في الاقتصاد الفيزيولوجي، مثل قياس التوصيل الجلدي أو معدل ضربات القلب، مما جعل الوصول إليها محدودًا نسبيًا في الدراسات التجريبية.

## المنهجية
لضمان قابلية تطبيق القياسات الفسيولوجية كمكمّل فعّال للاقتصاد التجريبي، وُضعت مجموعة من الشروط المنهجية التي تهدف إلى تحقيق الدقة والموثوقية في النتائج. تهدف هذه الشروط إلى ضمان أن تكون البيانات الفسيولوجية ذات صلة بالسياق الاقتصادي المدروس، وقابلة للتكرار، ويمكن تفسيرها علميًا ضمن الإطار السلوكي.
تشمل الشروط المنهجية الأساسية لتطبيق القياسات الفسيولوجية في الأبحاث الاقتصادية ما يلي:
1. تنفيذ الملاحظات على عينات متعددة ضمن بيئة تجريبية تحاكي الظروف العادية، باستخدام أجهزة حاسوب شخصية تقليدية.
2. استخدام معدات مريحة وسهلة التشغيل لا تتطلب تدريبًا متخصصًا للمشاركين.
3. جلوس المشاركين في وضع مستقيم مع الحفاظ على التواصل البصري، لضمان ظروف مراقبة ثابتة.
4. استخدام أدوات قياس غير مزعجة وفي بيئة محايدة من الناحية العاطفية، لتجنب التأثير على سلوك المشاركين.
5. تجنّب استخدام أدوات أو تقنيات قد تُسبب آثارًا جانبية غير مرغوب فيها، لضمان راحة المشاركين وسلامتهم.

تُعتبر بعض المؤشرات الفسيولوجية مناسبة بشكل خاص لتطبيقها في الأبحاث الاقتصادية، نظراً لقدرتها على تلبية الشروط المنهجية السابقة. من بين هذه المؤشرات: النشاط الكهربائي للجلد، ومعدل ضربات القلب، وضغط الدم.
في المقابل، يركّز الاقتصاد العصبي بشكل أكبر على النشاط العصبي المرتبط بعمليات اتخاذ القرار، ويُستخدم في سياقات بحثية تتطلب أدوات تصوير عصبي متقدمة، مما يجعله أقل شيوعًا ضمن التطبيقات العملية للقياسات الفسيولوجية في الاقتصاد.

## البحوث المعاصرة
لا يزال الاقتصاد الفيزيولوجي مجالًا ناشئًا، إلا أن عدد الدراسات المتعلقة به في ازدياد مستمر. وقد ركز جزء كبير من هذا البحث على تأثير العوامل المناخية في تشكيل النشاط الاقتصادي ونتائجه.
على سبيل المثال، قدّم الباحث بوكسين (1988) مراجعة شاملة لاستخدام النشاط الكهربائي للجلد (EDA) في أبحاث الاقتصاد الفيزيولوجي. يُعد EDA مقياسًا للتوصيل الكهربائي في الجلد، والذي يرتفع عادةً استجابةً للإثارة العاطفية.
كما استعرض بوكسين الأدبيات العلمية التي تناولت استخدام EDA في سياقات اقتصادية متنوعة، مثل تقييم المخاطر، واتخاذ القرارات تحت ظروف عدم اليقين، وسلوك المستهلك. وخلص إلى أن مؤشرات مثل EDA يمكن أن تكون أدوات مفيدة لفهم آليات اتخاذ القرار الاقتصادي، مع التأكيد على ضرورة إجراء مزيد من الأبحاث لتحديد مدى قدرتها التنبؤية.
وقدّم كل من سميث (1989) وكاجل وروث (1995) مراجعة شاملة لاستخدام منهجيات الاقتصاد التجريبي في دراسة عملية اتخاذ القرار الاقتصادي. تستعرض أعمالهم عددًا من الدراسات التي تناولت موضوعات متعددة، مثل تقييم المخاطر، واتخاذ القرار في ظل حالة عدم اليقين، وسلوك المستهلك.
ويخلص الباحثون إلى أن الاقتصاد التجريبي يُعد أداة قيّمة لفهم آليات اتخاذ القرار، إلا أنهم يشيرون إلى الحاجة إلى المزيد من الأبحاث لتقييم القدرة التنبؤية لهذه الأساليب بشكل أدق.
كما قدّم كاتشوبو وآخرون (2007) مراجعة شاملة لاستخدام المقاييس النفسية الفسيولوجية في دراسة عملية اتخاذ القرار الاقتصادي. شملت مراجعتهم مجموعة من الدراسات التي استخدمت مؤشرات مثل معدل ضربات القلب، والتوصيل الكهربائي للجلد، وتعبيرات الوجه، كأدوات لقياس الاستجابات العاطفية والمعرفية أثناء اتخاذ القرار.
ويخلص الباحثون إلى أن هذه المؤشرات يمكن أن توفر رؤى مهمة لفهم العمليات النفسية المرتبطة بالقرارات الاقتصادية، مع التأكيد على الحاجة إلى المزيد من الأبحاث لتقييم مدى دقة هذه المقاييس وقوتها التنبؤية.
كما قدّم هاجناو وآخرون (2007) كتابًا تمهيديًا حول الاقتصاد الفيزيولوجي، يتناول فيه استخدام المقاييس الفسيولوجية في الأبحاث الاقتصادية، مع تركيز خاص على تطبيقاتها في دراسة صنع القرار الجماعي والتفاوض.
تستعرض المؤلفات الأدبيات المتوفرة حول كيفية توظيف هذه المؤشرات لقياس الاستجابات الفسيولوجية خلال المواقف الاقتصادية التفاعلية، ويخلص المؤلفون إلى أن هذه الأدوات يمكن أن تساهم بشكل فعّال في فهم آليات اتخاذ القرار، إلا أن تحديد مدى دقتها التنبؤية لا يزال يتطلب المزيد من البحث التجريبي.
وجد فان دي فليرت وتول (2014) أن البلدان ذات المناخات القاسية تميل إلى أن يكون لديها حوكمة أكثر صرامة، باستثناء الحالات التي تكون فيها البلاد باردة وجافة وغنية. ويجادلون بأن السبب في ذلك هو أن المناخ القاسي يعزز مشاعر القلق وانعدام الأمن، مما يؤدي إلى معايير اجتماعية أكثر صرامة وحكم أكثر استبدادًا. وقد بحثت أبحاث أخرى العلاقة بين المناخ والثقافة.
يزعم فان دي فليرت (2016) أن الثقافات المختلفة تتشكل نتيجة لتكيف الأفراد مع ظروف مناخية متنوعة. ويشير إلى أن هذا التكيف قد يساعد في تفسير الاختلافات في مستويات عدم المساواة بين الثقافات.
على سبيل المثال، تميل الثقافات في المناخات الباردة إلى أن تكون أكثر فردية وتنافسية، بينما تتميز الثقافات في المناخات الحارة بكونها أكثر جماعية وتعاونية. ويعزو هذا الاختلاف إلى أن التعاون يكون أكثر فعالية في المناخات الحارة حيث يكون الناس أقرب جسديًا لبعضهم، في حين أن المنافسة تكون أكثر ملاءمة في المناخات الباردة التي تتطلب الحفاظ على الطاقة.
كما تشهد الأبحاث تزايدًا في دراسة العلاقة بين علم وظائف الأعضاء والاقتصاد، مستكشفة كيف تؤثر العوامل البيولوجية على السلوك الاقتصادي.
وجد آدم وآخرون (2008) أن العواطف تلعب دورًا مهمًا في المزادات الإلكترونية، حيث يقوم المشاركون بالمزايدة بشكل أكثر عدوانية عندما يشعرون بالسعادة أو الغضب. ويشيرون إلى أن هذه النتائج لها آثار على فهمنا لاتخاذ القرارات الاقتصادية بشكل عام. وقد وجدوا أيضًا أدلة على أن العوامل الفسيولوجية تؤثر على السلوك الاقتصادي، مما يدل على أن الناس أكثر عرضة للمخاطرة عندما يشعرون بالجوع أو العطش.

## الانتقادات
تعرض علم الاقتصاد الفيزيائي لعدة انتقادات.
أولًا: يُتهم بأنه اختزالي، حيث يحاول تفسير كل النشاط الاقتصادي من خلال المتغيرات الفسيولوجية فقط.
ثانيًا: يُنتقد هذا المجال لكونه حتميًا، بمعنى أن النشاط الاقتصادي يُنظر إليه على أنه محدد سلفًا بواسطة عوامل فسيولوجية.
ثالثًا: تواجه النظرية نقصًا في الأدلة التجريبية الداعمة لها، مما يثير شكوكًا حول مصداقيتها.
وأخيرًا، يُنتقد الاقتصاد الفيزيائي لافتقاره إلى إطار نظري واضح ومنظم يربط بين المتغيرات الفسيولوجية والسلوك الاقتصادي بشكل متكامل.   